# Opostega xenodoxa
Opostega xenodoxa là một loài bướm đêm thuộc họ Opostegidae. Nó được Edward Meyrick miêu tả năm 1893. Nó được tìm thấy ở New South Wales, Úc.